# Sennar
Sennar (tiếng Ả Rập: سنار, Sannār) là một thành phố trên sông Nin Xanh ở Sudan và có thể là thủ phủ bang Sennar. Trong vài thế kỷ, đây là thủ đô của Vương quốc Hồi giáo Funj.

## Tổng quan
Sennar có dân số ước tính khoảng 100.000 người vào đầu thế kỷ 19. Thành phố hiện đại nằm ở phía đông-nam-nam của tàn tích cố đô Vương quốc Funj, cách Khartoum 300 km (186 dặm) về phía đông nam.
Thành phố có trường Đại học Sennar, được thành lập vào năm 1977.

## Khí hậu
| Dữ liệu khí hậu của Sennar                      | Dữ liệu khí hậu của Sennar | Dữ liệu khí hậu của Sennar | Dữ liệu khí hậu của Sennar | Dữ liệu khí hậu của Sennar | Dữ liệu khí hậu của Sennar | Dữ liệu khí hậu của Sennar | Dữ liệu khí hậu của Sennar | Dữ liệu khí hậu của Sennar | Dữ liệu khí hậu của Sennar | Dữ liệu khí hậu của Sennar | Dữ liệu khí hậu của Sennar | Dữ liệu khí hậu của Sennar | Dữ liệu khí hậu của Sennar |
| Tháng                                           | 1                          | 2                          | 3                          | 4                          | 5                          | 6                          | 7                          | 8                          | 9                          | 10                         | 11                         | 12                         | Năm                        |
| ----------------------------------------------- | -------------------------- | -------------------------- | -------------------------- | -------------------------- | -------------------------- | -------------------------- | -------------------------- | -------------------------- | -------------------------- | -------------------------- | -------------------------- | -------------------------- | -------------------------- |
| Cao kỉ lục °C (°F)                              | 44.0 (111.2)               | 45.9 (114.6)               | 45.4 (113.7)               | 47.0 (116.6)               | 46.4 (115.5)               | 46.5 (115.7)               | 42.7 (108.9)               | 41.5 (106.7)               | 41.3 (106.3)               | 42.0 (107.6)               | 41.5 (106.7)               | 40.3 (104.5)               | 47.0 (116.6)               |
| Trung bình ngày tối đa °C (°F)                  | 33.5 (92.3)                | 35.5 (95.9)                | 38.9 (102.0)               | 41.3 (106.3)               | 41.1 (106.0)               | 38.7 (101.7)               | 35.2 (95.4)                | 33.9 (93.0)                | 35.3 (95.5)                | 37.5 (99.5)                | 36.4 (97.5)                | 34.1 (93.4)                | 36.8 (98.2)                |
| Trung bình ngày °C (°F)                         | 23.7 (74.7)                | 25.5 (77.9)                | 28.9 (84.0)                | 31.3 (88.3)                | 32.8 (91.0)                | 31.5 (88.7)                | 28.9 (84.0)                | 28.0 (82.4)                | 28.6 (83.5)                | 29.9 (85.8)                | 27.5 (81.5)                | 28.6 (83.5)                | 28.8 (83.8)                |
| Tối thiểu trung bình ngày °C (°F)               | 14.0 (57.2)                | 15.4 (59.7)                | 19.0 (66.2)                | 21.4 (70.5)                | 21.5 (70.7)                | 24.2 (75.6)                | 22.7 (72.9)                | 22.1 (71.8)                | 21.9 (71.4)                | 22.2 (72.0)                | 18.6 (65.5)                | 15.2 (59.4)                | 19.9 (67.8)                |
| Thấp kỉ lục °C (°F)                             | 5.4 (41.7)                 | 5.7 (42.3)                 | 8.7 (47.7)                 | 10.0 (50.0)                | 15.0 (59.0)                | 16.7 (62.1)                | 17.0 (62.6)                | 17.6 (63.7)                | 17.0 (62.6)                | 14.7 (58.5)                | 8.0 (46.4)                 | 4.7 (40.5)                 | 4.7 (40.5)                 |
| Lượng mưa trung bình mm (inches)                | 0.0 (0.0)                  | 0.0 (0.0)                  | 0.0 (0.0)                  | 0.0 (0.0)                  | 20.5 (0.81)                | 66.1 (2.60)                | 99.2 (3.91)                | 135.9 (5.35)               | 84.5 (3.33)                | 13.7 (0.54)                | 0.2 (0.01)                 | 0.0 (0.0)                  | 420.1 (16.55)              |
| Số ngày mưa trung bình (≥ 0.1 mm)               | 0.0                        | 0.0                        | 0.0                        | 0.0                        | 3.2                        | 5.7                        | 9.0                        | 9.6                        | 6.3                        | 2.6                        | 0.0                        | 0.0                        | 36.4                       |
| Độ ẩm tương đối trung bình (%)                  | 34                         | 28                         | 23                         | 21                         | 30                         | 44                         | 58                         | 64                         | 60                         | 48                         | 34                         | 36                         | 40                         |
| Số giờ nắng trung bình tháng                    | 319.3                      | 285.6                      | 306.9                      | 303.0                      | 294.5                      | 249.0                      | 217.0                      | 226.3                      | 249.0                      | 285.2                      | 309.0                      | 313.1                      | 3.357,9                    |
| Phần trăm nắng có thể                           | 91                         | 87                         | 82                         | 81                         | 76                         | 66                         | 54                         | 59                         | 69                         | 78                         | 91                         | 90                         | 77                         |
| Nguồn 1: NOAA                                   |                            |                            |                            |                            |                            |                            |                            |                            |                            |                            |                            |                            |                            |
| Nguồn 2: Meteo Climat (đo nhiệt độ cao và thấp) |                            |                            |                            |                            |                            |                            |                            |                            |                            |                            |                            |                            |                            |

## Nhân khẩu
| Năm             | Dân số  |
| --------------- | ------- |
| 1973 (Điều tra) | 28.546  |
| 1983 (Điều tra) | 42.803  |
| 1993 (Điều tra) | 72.187  |
| 2007 (Ước tính) | 143.059 |
| 2015            | 154.631 |

## Người nổi tiếng
- Nasra bint ʿAdlan, nữ quý tộc[7]